# U 12 (1935)
El U 12 o Unterseeboot 12 fue un submarino alemán de la Kriegsmarine, correspondiente al Tipo IIB, usado en la Segunda Guerra Mundial desde su base de Kiel hasta su hundimiento el 8 de octubre de 1939. 

## Construcción
Se ordenó iniciar la construcción de este pequeño submarino costero U 12 el 20 de julio de 1934, tras lo cual su quilla fue puesta sobre las gradas de los astilleros Germaniawerft de Kiel el 20 de mayo de 1935. Fue botado al agua el 11 de septiembre de 1935 y tras la finalización de su equipamiento, fue entregado a la Kriegsmarine el 30 de septiembre de 1935, que lo puso bajo las órdenes del Oberleutnant Werner von Schmidt.

## Historial

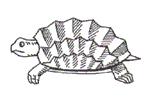
Emblema de la 3.ª Unterseebootsflottille.

Tras su entrega a la Kriegsmarine, fue asignado a la Unterseebootsflottille Weddigen, con base en Kiel como buque de entrenamiento. En octubre de 1937, el submarino era asignado a la 3.ª Unterseebootsflottille, también con base en Kiel, y como buque activo para participar en misiones de combate.
El 25 de agosto de 1939, el U 12 zarpó de Wilhelmshaven bajo el mando de Dietrich von der Ropp con orden de patrullar en el Mar del Norte, para retornar a Wilhelmshaven 9 de septiembre. Volvió a partir del mismo puerto, también a las órdenes de von der Ropp, el 23 de septiembre para no retornar.

## Destino
El U 12 fue hundido el 8 de octubre de 1939 por una mina cerca de Dover, en el Canal de la Mancha. La posición exacta no es conocida, pero está aproximadamente cerca de la posición 51°10′N 01°30′E / 51.167, 1.500. Sus 27 tripulantes murieron. El cuerpo de su comandante, el Kapitänleutnant Dietrich von der Ropp, fue encontrado en la costa francesa, cerca de Dunquerque el 29 de octubre de 1939. En el año 2002, su pecio fue nominado por el gobierno alemán para ser designado como lugar protegido bajo los términos del acta de protección de restos militares de 1986. Este buque fue designado como representación de otros muchos perdidos en aguas jurisdiccionales británicas. 

## Comandantes
| Empleo                                  | Nombre                | Desde                    | hasta                |
| --------------------------------------- | --------------------- | ------------------------ | -------------------- |
| Oberleutnant ascendió a Kapitänleutnant | Werner von Schmidt    | 30 de septiembre de 1935 | 1 de octubre de 1937 |
| Kapitänleutnant                         | Hans Pauckstadt       | diciembre de 1936        | 1 de octubre de 1937 |
| Oberleutnant ascendió a Kapitänleutnant | Dietrich von der Ropp | 1 de octubre de 1937     | 8 de octubre de 1939 |
| Oberleutnant                            | Georg-Wilhelm Schulz  | 5 de enero de 1939       | enero de 1939        |
| Kapitänleutnant                         | Dietrich von der Ropp | enero de 1939            | 8 de octubre de 1939 |